# Iddingsita

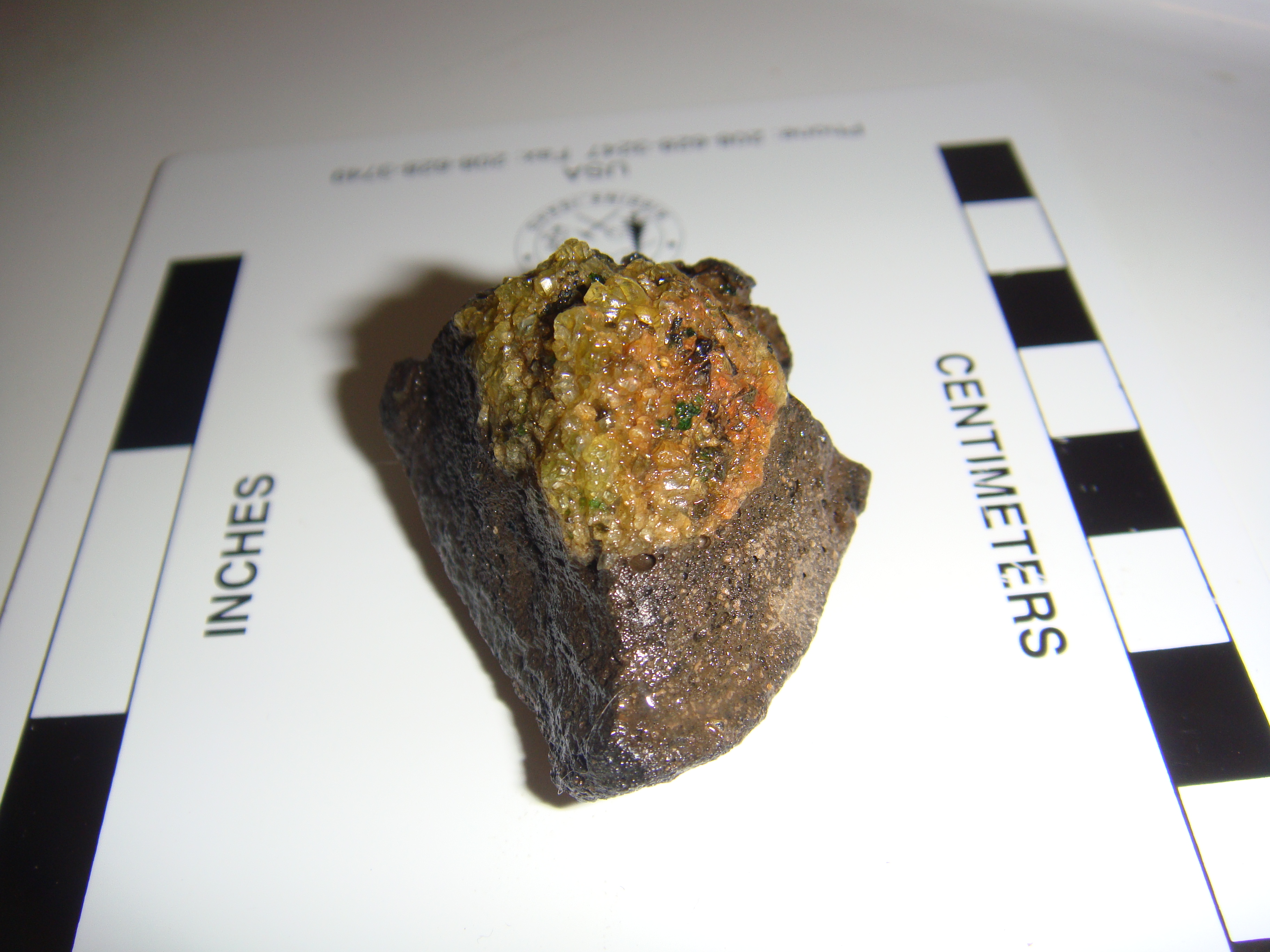
Xenòlit d'olivina (dunita) en roca volcànica. La dunita es troba parcialment alterada a iddingsita.

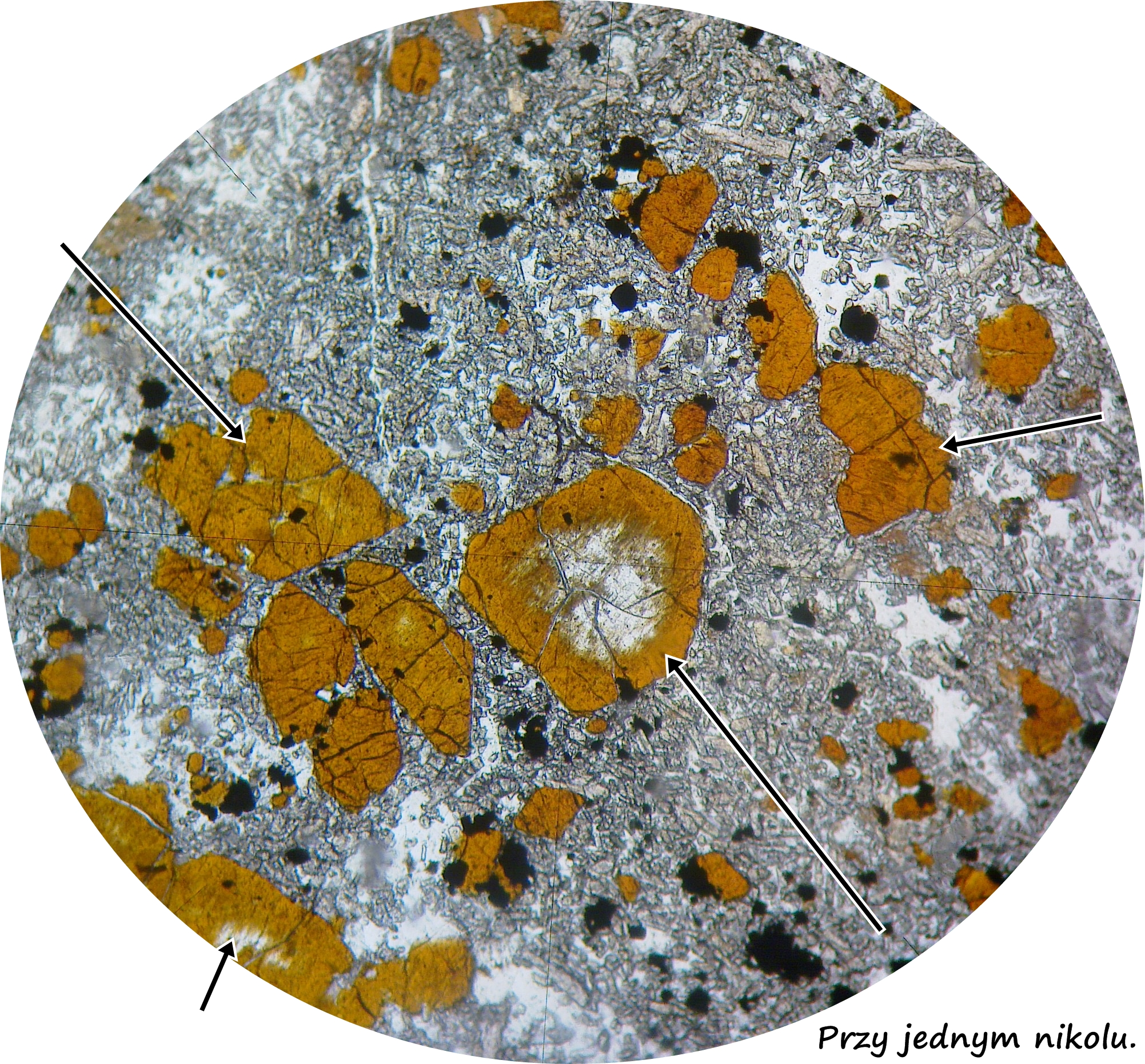
Iddingita en làmina prima vista a través d'un microscopi òptic en llum transmesa; els minerals de color marró són els cristalls d'olivina parcialment alterats a minerals del grup de les argiles.

La iddingsita és una roca microcristal·lina que es forma com a producte de l'alteració de l'olivina en roques ultramàfiques. Sol estar composta per minerals del grup de l'argila, del grup de l'esmectita i del grup de la clorita, òxid de ferro i ferrhidrita. És un producte freqüent de la meteorització de l'olivina, aquesta transformació es dona fàcilment en presència d'aigua.